# Reinhard Eiben
Reinhard Eiben (ur. 4 grudnia 1951 w Crossen) – niemiecki kajakarz górski, kanadyjkarz. Złoty medalista olimpijski z Monachium.
Reprezentował Niemiecką Republiką Demokratyczną. Zawody w 1972 były jego jedynymi igrzyskami olimpijskimi (dyscyplina w  tym roku debiutowała w programie igrzysk i ponownie pojawiła się dopiero 20 lat później). Medal zdobył w kanadyjkowej jedynce. Na mistrzostwach świata zdobył dwa złote medale, zwyciężając indywidualnie w 1973 i w drużynie w 1977 oraz srebro w drużynie w 1973 i 1975.